# Cocoyol (Chemax)
Cocoyol es el nombre de una pequeña localidad ubicada en el municipio de Chemax, en Yucatán, México.

## Localización
El municipio de Chemax limita al norte con los municipios de Temozón y Tizimín, al sur y al oeste con Valladolid y al oriente con el estado de Quintana Roo. La población de Cocoyol está ubicada 20 km al noreste de Chemax, cabecera del propio municipio.

## Datos históricos
El sitio que hoy ocupa la localidad de Cocoyol perteneció al cacicazgo maya de los cupules antes de la conquista de Yucatán por los españoles.
La región fue escenario de cruentas batallas durante la llamada Guerra de Castas a mediados del siglo XIX.

## Festividades
Sus fiestas tienen lugar del 10 al 13 de junio, en honor al patrón, San Antonio de Padua.